# Страшно страшило 2
Страшно страшило 2 (енгл. Jeepers Creepers 2) је амерички хорор филм из 2003. године режисера и сценаристе Виктора Салве. Главне улоге тумаче Реј Вајз, Ерик Ненингер, Ники Ејкокс и Џонатан Брек, који се вратио у улогу насловног чудовишта из претходног дела. Филм представља наставак Страшног страшила из 2001. и прати Џека Тагарта, човека који жели да се освети за смрт свог сина мистериозном створењу и серијском убици, који у међувремену напада аутобус са средњошколцима. Извршни продуцент филма је Франсис Форд Копола.
У продукцији компаније Амерички зоотроп филм је снимљен у Лонг Бичу, Калифорнија. Премијерно је приказан 29. августа 2003, у дистрибуцији продукцијских кућа Јунајтед артистс и Метро-Голдвин-Мејер. Добио је слабије оцене критичара у односу на оригинални филм, али је остварио велики комерцијални успех са зарадом од 120 милиона долара наспрам шестоструко мањег буџета. Филм је био номинован за Награду Сатурн за најбољи хорор филм, која је на крају припала 28 дана касније.
Преднаставак, под насловом Страшно страшило 3, објављен је 2017. године.

## Радња
Древно биће, познато као „Страшило”, буди се сваког 23. пролећа и 23 дана се храни људским деловима тела, чиме формира делове који недостају његовом телу. На 22. дан свог терора, „Страшило” убија малолетног сина Џека Тагарта. Наредног дана оно напада аутобус са средњошколцима, који су се враћали са кошаркашке утакмице, док Тагарт трага за чудовиштем како би му се осветио.

## Улоге
| Глумац              | Улога                     |
| ------------------- | ------------------------- |
| Реј Вајз            | Џек Тагарт                |
| Џонатан Брек        | „Страшило”                |
| Гарикаји Мутамбирва | Дијундре „Дабл Ди” Дејвис |
| Ерик Ненингер       | Скот „Скоти” Бредок       |
| Ники Ејкокс         | Минкси Хејз               |
| Травис Скифнер      | Изи Боен                  |
| Лена Кардвел        | Челси Фармер              |
| Били Арон Браун     | Енди „Баки” Бак           |
| Марије Делфино      | Ронда Труит               |
| Дајана Делано       | возач аутобуса Бети       |
| Том Госом мл.       | тренер Чарли Хана         |
| Том Тарантини       | тренер Двејн Барнс        |
| Ал Сантос           | Данте Беласко             |
| Џош Хамонд          | Џејк Спенсер              |
| Казан Бачер         | Кимбал Ворд               |
| Дру Тајлер Бел      | Џони Јанг                 |
| Лук Едвардс         | Џек „Џеки” Тагарт мл.     |
| Шон Флеминг         | Били Тагарт               |
| Џастин Лонг         | Дари Џенер                |